# 杰梅恩·迪福
謝美·哥連·迪科爾，OBE（英語：Jermain Colin Defoe，1982年10月7日—），是一名英格蘭已退休職業足球員，出身韋斯咸青訓系統，場上司職前鋒，最後效力英甲球隊新特蘭。
他的父親是多米尼克人，而母親是聖盧西亞後裔。

## 生平

### 球會
迪科爾於16歲之年加盟了韋斯咸，他首次代表球隊上陣，是於2000年9月英格蘭聯賽盃對阿仙奴的賽事當中，他射入了全場唯一的入球，協助球隊擊敗該支同市球隊。2001/02年的賽季，迪科爾開始展示其入球威力，他以全季所有賽事共14個入球成為了球隊的首席射手，這包括了作客奧脫福球場擊敗勁旅曼聯時的唯一入球。韋斯咸最終以第7名的優異成積完成其英超賽季。2003/04年球季他仍能貢獻11個入球，可惜這不能阻止韋斯咸降班的命運。球會宣佈護級失敗後不足一天，迪科爾便高調宣佈將會離隊，他亦因此遭到隊友及球迷們的狠評。
他於2004/05年球季終於如願以償加盟一支實力不俗的球隊，他以600萬英鎊的價錢轉會至熱刺。可惜加盟熱刺後，他只能擔任羅比·堅尼及米度的替補，後期更成為了羅比·堅尼、貝碧托夫及戴倫·賓特的替補。成為球隊的第四前鋒令他長時間處於上陣不足的情況。
將在2008/09年球季後才約滿的迪科爾，於2008年初獲領隊桑迪·拉莫斯告訴如願意，可以隨時離隊。於2008年1月轉會窗結束前最後一刻轉投朴茨茅斯，因在午夜前 5 分鐘樸茨茅夫才確定將麥華路禾尼出售到曼城，利用收取的 900 萬英鎊收購迪科爾，由於時間急迫，迪科爾只能以借用方式先行加盟樸茨茅夫，而麥華路禾尼更是未能在轉會市場關閉前完成交易。迪科爾在2月2日正選上場對車路士，下半場為樸茨茅夫射入扳平1-1。2月5日麥華路禾尼轉會曼城獲足總確認後，樸茨茅夫澄清迪科爾已簽約 4 年半，正式加盟而非借用。
2009年1月，他以1500萬英鎊再次加盟熱刺。
2009年11月22日熱刺在白鹿徑球場9-1大勝韋根，迪科爾下半場個人射入5球，包括在7分鐘內演出英超歷來第二快的帽子戲法，亦是繼舒利亞及安迪·高爾後第三人在英超單場射入5球。其後他曾加盟美職的多倫多FC，直至2015年初重返英國加盟新特蘭。
2022年3月24日，迪科爾宣佈退役。

### 國家隊
迪科爾於2004年3月首代披上英格蘭國家隊球衣上陣，他於半年後對波蘭的賽事當中射入首個國家隊入球。迪科爾一直未能成為球隊的正選射手，這令他缺陣了06年的世界盃。當時他被拒於 23 人名單的大門之外，只能成為5名後補球員之一，至最終亦未能入選。而當時領隊艾歷臣點選了未曾為阿仙奴上陣任何賽事的禾確特，卻未有點選迪科爾，亦一度成為英國傳媒的熱話，更成為了艾歷臣於英格蘭國家隊的執教期間一大污點。
2008年2月3日迪科爾取代因傷退隊的阿格邦拉霍獲召加入卡比路首戰對瑞士的23名大軍。2009年8月12日英格蘭作客出戰荷蘭進行友誼賽，上半場落後兩球，迪科爾下半場入替希斯基，連入兩球為國家隊扳平2-2完場。
國際賽入球
| #      | 日期           | 地點           | 對手                   | 入球  | 賽果  | 比賽               |
| ------ | -------------- | -------------- | ---------------------- | ----- | ----- | ------------------ |
| 1.     | 2004年9月8日   | 西西里球場     | 波蘭                   | 0 – 1 | 1 – 2 | 2006年世界盃外圍賽 |
| 2.     | 2006年9月2日   |                |                        |       |       |                    |
| 安道尔 | 3 – 0          | 5 – 0          | 2008年歐洲國家盃外圍賽 |       |       |                    |
| 3.     | 2006年9月2日   |                |                        |       |       |                    |
| 安道尔 | 4 – 0          | 5 – 0          | 2008年歐洲國家盃外圍賽 |       |       |                    |
| 4.     | 2008年6月1日   | 希斯利卡彿球場 | 千里達及托巴哥         | 0 – 2 | 0 – 3 | 友誼賽             |
| 5.     | 2008年6月1日   | 希斯利卡彿球場 | 千里達及托巴哥         | 0 – 3 | 0 – 3 | 友誼賽             |
| 6.     | 2008年10月11日 | 溫布萊球場     |                        | 5 – 1 | 5 – 1 | 2010年世界盃外圍賽 |
| 7.     | 2009年6月10日  | 溫布萊球場     | 安道尔                 | 4 – 0 | 6 – 0 | 2010年世界盃外圍賽 |
| 8.     | 2009年6月10日  | 溫布萊球場     | 安道尔                 | 5 – 0 | 6 – 0 | 2010年世界盃外圍賽 |
| 9.     | 2009年8月12日  | 阿姆斯特丹球場 | 荷蘭                   | 2 – 1 | 2 – 2 | 友誼賽             |
| 10.    | 2009年8月12日  | 阿姆斯特丹球場 | 荷蘭                   | 2 – 2 | 2 – 2 | 友誼賽             |
| 11.    | 2009年9月5日   | 溫布萊球場     | 斯洛維尼亞             | 2 – 0 | 2 – 1 | 友誼賽             |

## 榮譽
熱刺
- 和平盃：2005年
- ：2007年
- 聯賽盃：2007-08年
- 巴克萊英超亞洲杯：2009年

個人
- 本月最佳球員獎（2009年9月）

## 外部連結
- 杰梅恩·迪福 – FIFA國際賽競賽紀錄 (存檔)
- 足球数据库：杰梅恩·迪福的球员统计数据
- 熱刺官方 迪科爾檔案 （页面存档备份，存于）
- 英格蘭足總：迪科爾檔案 （页面存档备份，存于）